# Julius Elias

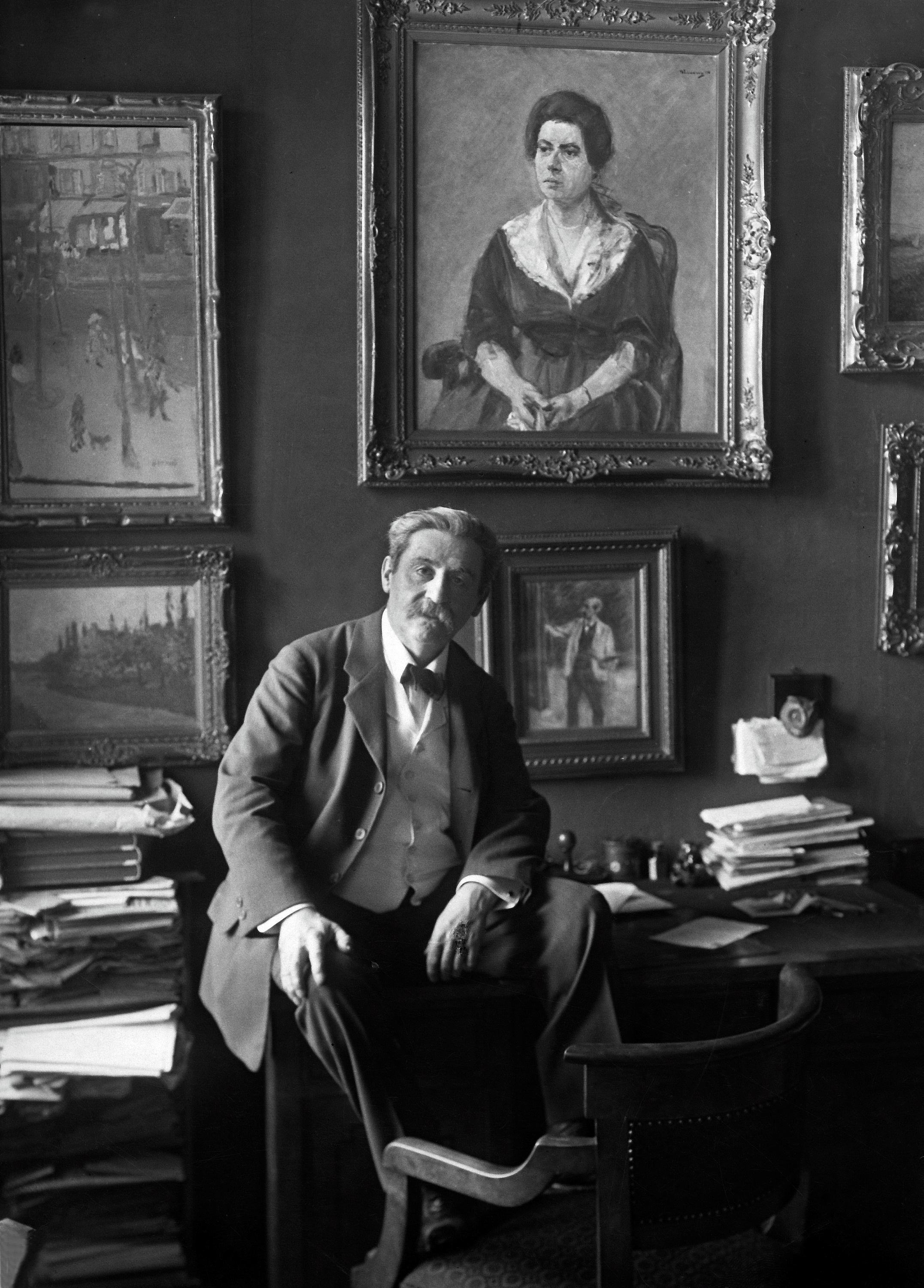
In seinem Atelier, Matthäikirchstr. 4, Berlin, 1925, Foto: Ludwig Boedecker

Julius Elias (* 12. Juli 1861 in Hoya, Königreich Hannover; † 2. Juli 1927 in Berlin) war ein deutscher Schriftsteller, Kunstsammler und Übersetzer, Literatur- und Kunsthistoriker, Dozent der Kunstgeschichte an der Technischen Hochschule Charlottenburg und als Kunstkritiker Vorkämpfer des Impressionismus in Deutschland.

## Biografie
Elias war Mitherausgeber der deutschen Ibsen-Ausgabe (14 Bände, 1898–1909) und der Werke Bjørnstjerne Bjørnsons (vier Bände, 1911) beim S. Fischer Verlag. Später fungierte er als Testamentsvollstrecker Ibsens.
Zusammen mit Erich Schmidt war Elias Begründer und Leiter der „Jahresberichte für neuere deutsche Literaturgeschichte“ (1892–1925). Er wirkte außerdem als Journalist und Übersetzer aus dem Französischen.

Ferner war Elias Gründungsmitglied der Freien Bühne.
Er schrieb auch eine Biografie von Max Liebermann und veröffentlichte Bücher mit dessen Graphiken. Liebermann porträtierte Elias’ Gattin Julie Elias, mit der Elias seit 1888 verheiratet war. Das Paar hatte in Berlin gute Beziehungen unter anderem zu August Strindberg, Samuel Fischer, Emil Orlik, Max Slevogt, Gerhart Hauptmann, Edvard Munch und Paul Cassirer.
Ab 1920 wurde Elias für den 1919 gegründeten Propyläen-Verlag tätig. Als einflussreicher Kunstjournalist und Sammler war er mit vielen deutschen und französischen Künstlern des Impressionismus befreundet (z. B. mit Max Liebermann, Lovis Corinth, Walter Leistikow, Camille Pissarro, Claude Monet und Paul Cézanne). Darüber hinaus stand er in enger Verbindung mit den wichtigsten Kunsthändlern, Museumsleitern und Kunstschriftstellern, wie z. B. Paul Cassirer, Paul Durand-Ruel, Hugo von Tschudi, Julius Meier-Graefe und Karl Scheffler.
Elias gestaltete und prägte das hochwertige Kunstprogramm des Propyläen-Verlags.

„Was das Ansehen und das Prestige des Verlags [...] zu Beginn der zwanziger Jahre betrifft, muss Elias als Schlüsselfigur angesehen werden. In Bezug auf die Qualität des Verlagsprogramms setzte er Maßstäbe, die sowohl innerhalb als auch außerhalb des Verlags noch lange Gültigkeit haben sollten.“
Elias wohnte zur gleichen Zeit wie Carl Zuckmayer und Annemarie Seidel im selben Haus der Matthäikirchstraße in Berlin, ohne dass Zuckmayer, der Elias’ Hilfe damals gebraucht hätte, davon wusste. Erst später lernte er ihn kennen, als Elias das Manuskript von Der fröhliche Weinberg gelesen hatte:
„Klein, mit einem Chaplin-Gang, buschigen Brauen und vor Eifer blitzenden Augen, schoß er wie eine Rakete auf einen zu, wenn man sein Büro betrat [...]. »Brauchen Sie Geld?« war der Begrüßungssatz, den er mir bei meinem ersten Besuch entgegenschrie, und er beantwortete ihn sofort selbst: »Natürlich brauchen Sie Geld! Alle jungen Dramatiker brauchen Geld! Aber beruhigen Sie sich!« schrie er, obwohl ich noch gar nichts gesagt hatte und vor Staunen ganz still stand. »Beruhigen Sie sich! Ihr Stück wird Millionen bringen! Millionen!«. Er warf die Hände zum Himmel wie ein biblischer Prophet, und ließ sie dann auf meine Schulter fallen, die er, väterlich an mir hinaufschauend, kräftig rüttelte.“
So berichtet Zuckmayer über die erste Begegnung in Als wär’s ein Stück von mir. Tatsächlich hatte Elias richtig vorausgesehen, dass dem jungen Autor mit diesem in Rheinhessen spielenden Stück (Der Fröhliche Weinberg) der Durchbruch gelingen würde.

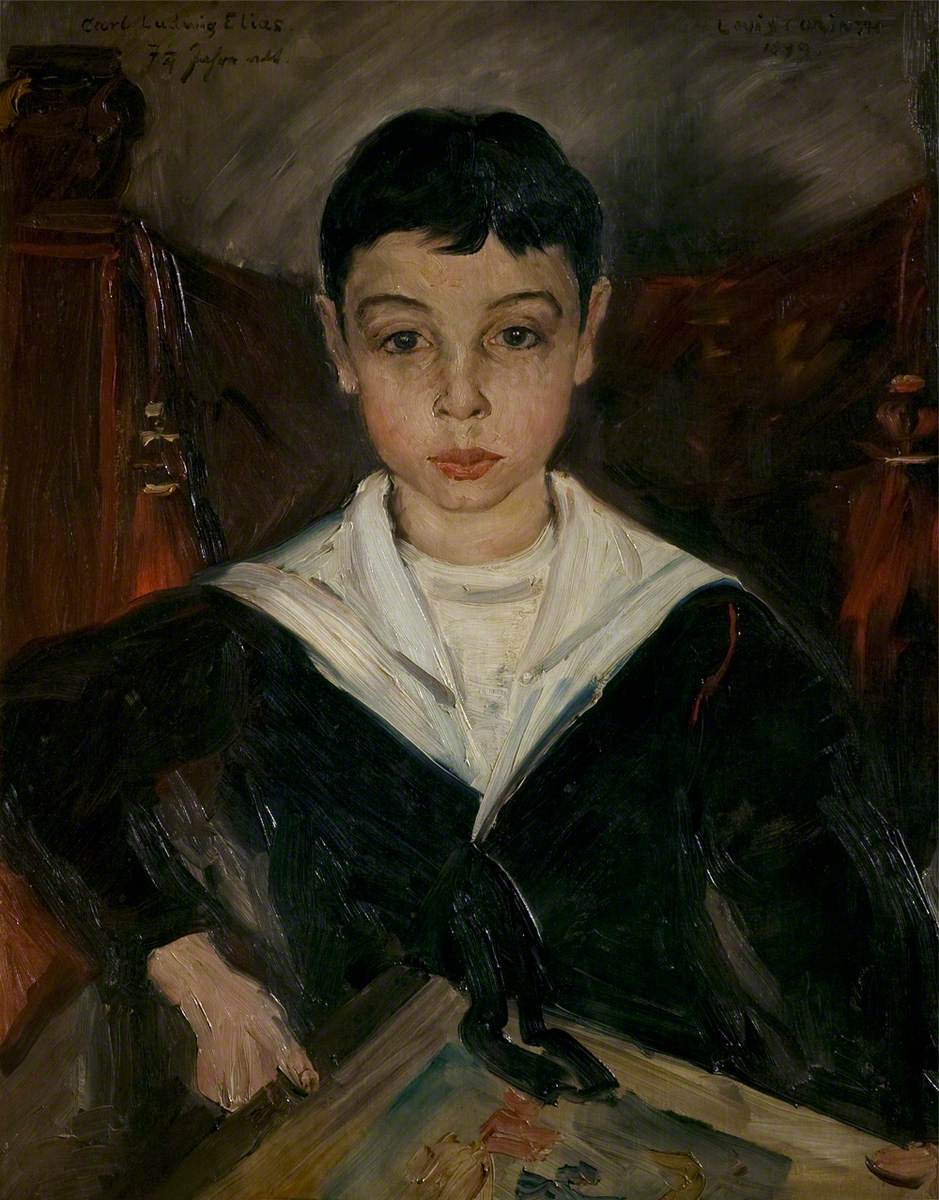
Lovis Corinth: Knabenporträt Karl Ludwig Elias, 1899

1927 stellte sich bei Elias eine schwere Mittelohrentzündung ein. Nach einer notwendig gewordenen Operation verschlechterte sich sein Zustand. Er starb am 2. Juli 1927, zehn Tage vor seinem 66. Geburtstag, in einem Berliner Krankenhaus, wo er sich am Vortag einem Folgeeingriff unterzogen hatte. Bei der Trauerfeier im Krematorium Wilmersdorf sprachen am 5. Juli 1927 unter anderen Franz Ullstein, Carl Zuckmayer und Leopold Jessner. Die Urne wurde auf dem Friedhof Heerstraße in Berlin-Westend beigesetzt, die Grabstelle ist jedoch aufgelöst.
Seine Witwe, Julie Elias geborene Levin, und der einzige Sohn Carl Ludvig (1891–1942) wurden Opfer der Schoah. Sie waren 1938 nach Norwegen geflüchtet, nachdem ihnen die Nationalsozialisten große Teile der Kunstsammlung geraubt hatten. Der Sohn wurde im  Oktober 1942 festgenommen, nach Auschwitz deportiert und dort im  Dezember 1942 ermordet. Die Witwe wurde im  November 1942 in Lillehammer festgenommen, wurde jedoch aufgrund ihres Herzleidens nicht deportiert. Sie starb im August 1943 in einem Krankenhaus. Für beide wurden Stolpersteine in Lillehammer verlegt.